# Vlag van de Centraal-Afrikaanse Republiek

Vlag van de Centraal-Afrikaanse Republiek (ratio 3:5)

De vlag van de Centraal-Afrikaanse Republiek werd aangenomen op 1 december 1958. De ontwerper is Barthélemy Boganda, de eerste president van het toenmalige Franse gebiedsdeel Oubangui-Chari, dat op de genoemde datum autonomie verkreeg. Toen het land op 13 augustus 1960 onafhankelijk werd van Frankrijk, bleef de vlag behouden.
De kleuren van de vlag symboleren Boganda's hoop dat Frankrijk en Afrika samen een toekomst hebben. De vlag combineert namelijk de kleuren rood, wit en blauw van de Franse vlag met de Pan-Afrikaanse kleuren rood, groen en geel. Daarnaast hebben de vijf kleuren ook ieder een eigen symboliek. Het rood symboliseert het bloed dat de inwoners voor hun land gegeven hebben en ook de samenwerking met Frankrijk en Europa. De blauwe kleur staat voor de lucht en daarom voor de vrijheid. Het wit vertegenwoordigt de vrede en de waardigheid. De groene kleur staat voor hoop en het geel voor tolerantie. De ster staat voor de eenheid van het land.
In de periode dat het land het Centraal-Afrikaans Keizerrijk vormde onder keizer Bokassa I, bleef de vlag uit 1958 behouden. Er was echter ook een keizerlijke vlag: een groene vlag met in het midden een 20-puntige gouden ster en een gouden adelaar.

## Geschiedenis

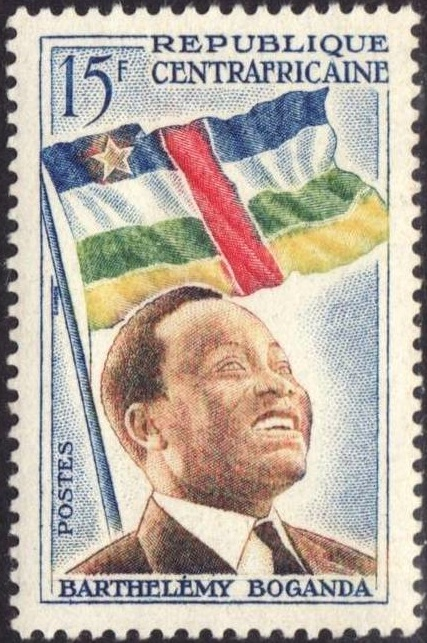
Op de eerste postzegel van de Centraal-Afrikaanse Republiek, uit 1959, staat Boganda geflankeerd door zijn vlagontwerp.

De vlag van de Centraal-Afrikaanse Republiek werd ontworpen door Barthélemy Boganda, die de eerste president zou worden. De vlag was oorspronkelijk bedoeld als de vlag van de Verenigde Staten van Latijns-Afrika, die hij in 1957 voorstelde. De vlag werd op 1 december 1958 aangenomen door de Wetgevende Vergadering van Oubangui-Chari. Bij de invoering verklaarde Boganda in de nationale wetgevende vergadering dat "deze kleuren, die de vier gebieden symboliseren die Frans-Equatoriaal-Afrika vormen, maar ook ons gidsgebied, France métropolitaine, uit mijn hart kwamen. De rode streep die de vier kleuren doorkruist, is het symbool van ons bloed. Zoals we deden toen Frankrijk in gevaar was, zullen we ons bloed vergieten voor Afrika en om de Centraal-Afrikaanse Republiek, lid van de Franse Gemeenschap, te beschermen."
President Jean-Bédel Bokassa overwoog de vervanging van de vlag in 1976, na zijn bekering tot de islam onder invloed van de Libische leider Moammar al-Qadhafi. Het voorstel was om de vlag in zijn geheel te veranderen en een sikkel en ster prominent in beeld te brengen. Het voorstel was echter van korte duur, want enkele maanden later werd het Centraal-Afrikaans Keizerrijk opgericht onder Bokassa, als keizer Jean-Bédel Bokassa. Op 4 december van dat jaar werd in een grondwet zowel het embleem voor persoonlijk gebruik van de keizer beschreven als de bestaande vlag hergebruikt als die van het Rijk. De persoonlijke standaard van de keizer was lichtgroen van kleur, met een goudkleurige adelaar in het midden boven een 20-puntige gouden ster, geïnspireerd op de adelaar op de keizerlijke standaard van Napoleon I.
De vlag bleef nadat het Centraal-Afrikaanse Rijk was gevallen.

? Vlag van Frankrijk, gebruikt tijdens koloniale Oubangui-Chari van 1903 tot 1960
? Voorgestelde vervangingsvlag voor de Centraal-Afrikaanse Republiek uit 1976
? Keizerlijke standaard van Jean-Bédel Bokassa, gebruikt als de vlag van het Centraal-Afrikaans Keizerrijk van 1976 tot 1979